# Mörrum-Elleholms församling
Mörrum-Elleholms församling är en församling i Blekinge kontrakt, Lunds stift och Karlshamns kommun. Församlingen bildar ett eget pastorat.
Församlingen har två kyrkor, Elleholms kyrka och Mörrums kyrka.

## Administrativ historik
Församlingen bildades 2006 av Mörrums församling och Elleholms församling och bildar därefter ett eget pastorat.